# Dover Beaches South
Dover Beaches South és una concentració de població designada pel cens dels Estats Units a l'estat de Nova Jersey. Segons el cens del 2000 tenia 1.594 habitants.

## Demografia
Segons el cens del 2000, Dover Beaches South tenia 1.594 habitants, 862 habitatges, i 422 famílies. La densitat de població era de 992,7 habitants/km².
Dels 862 habitatges en un 13,2% hi vivien nens de menys de 18 anys, en un 38,2% hi vivien parelles casades, en un 8,7% dones solteres, i en un 51% no eren unitats familiars. En el 46,4% dels habitatges hi vivien persones soles el 18,6% de les quals corresponia a persones de 65 anys o més que vivien soles. El nombre mitjà de persones vivint en cada habitatge era d'1,85 i el nombre mitjà de persones que vivien en cada família era de 2,59.
Per edats la població es repartia de la següent manera: un 12,6% tenia menys de 18 anys, un 4,2% entre 18 i 24, un 26,2% entre 25 i 44, un 31,2% de 45 a 60 i un 25,7% 65 anys o més.
L'edat mediana era de 49 anys. Per cada 100 dones de 18 o més anys hi havia 91,6 homes.
La renda mediana per habitatge era de 38.407 $ i la renda mediana per família de 53.811 $. Els homes tenien una renda mediana de 38.984 $ mentre que les dones 35.735 $. La renda per capita de la població era de 26.702 $. Aproximadament el 5,5% de les famílies i el 10% de la població estaven per davall del llindar de pobresa.

## Poblacions més properes
El següent diagrama mostra les poblacions més properes.